# Thatgamecompany
Thatgamecompany, estilizado como thatgamecompany, é uma desenvolvedora de jogos eletrônicos norte-americana co-fundada por Jenova Chen e Kellee Santiago, ex-estudantes da Universidade do Sul da Califórnia. O estúdio costumava ser uma desenvolvedora privada da Sony Computer Entertainment sob contrato para produzir três jogos exclusivos para o serviço PlayStation Network do PlayStation 3, mas que atualmente é financiado de forma independente. O primeiro jogo do contrato foi uma modificação do premiado título em Flash de Chen Flow, com visuais e sons melhorados, além da adição de modos multijogador e compatibilidade com o controle do PlayStation 3. O jogo foi lançado na PlayStation Store em 2007. Os dois jogos seguintes da companhia, Flower e Journey, foram lançados em 2009 e 2012, respectivamente.
A companhia foca-se em criar jogos eletrônicos que provoquem respostas emocionais nos jogadores, "entretenimento interativo atemporal que faça uma mudança positiva na psique humana". Seus funcionários afirmaram que, apesar de não se oporem a produção de jogos de ação, acreditam que já há bastante títulos desse gênero lançados anualmente pela indústria. Ao criar um jogo, os funcionários da Thatgamecompany começam mapeando o que querem que o jogador sinta, ao invés de estabelecer mecânicas de jogo. Os funcionários afirmaram que não planejam produzir jogos grandes e voltados ao grande público, achando que a pressão por vendas iria reprimir a inovação.

## História
Em 2005, Jenova Chen e Kellee Santiago começaram a pensar na possibilidade de criar sua própria desenvolvedora de jogos eletrônicos. Os dois estavam em seu último ano como estudantes de mestrado no Programa de Mídias Interativas da Escola de Artes Cinematográficas da Universidade do Sul da Califórnia, e tinham acabado de lançar um jogo eletrônico – Cloud – desenvolvido junto com vários outros estudantes. O grupo queria que o projeto fosse um experimento para descobrir se conseguiriam criar um jogo que poderia "expressar algo diferente do que a maioria dos jogos havia expressado no passado", e para determinar o nível de interesse do público em jogos dessa natureza. Pela grande recepção positiva que o jogo teve, Santiago e Chen começaram a considerar a fundação de sua própria companhia, a fim de poderem continuar a fazer jogos como Cloud – em que o projeto não era baseado em mecânicas, mas sim nas emoções do jogador – depois da completarem a universidade.
Na época, a distribuição digital estava se popularizando. Chen e Santiago viram a oportunidade de criar jogos sem o risco financeiro de uma distribuição de varejo, por acreditarem que seria necessário primeiro acumular fundos trabalhando para outras companhias de jogos. A Thatgamecompany foi fundada em 15 de maio de 2006, enquanto Chen e Santiago terminavam seus mestrados. A companhia logo assinou um acordo com a Sony Computer Entertainment, que havia ficado impressionada com Flow, um jogo em Flash de Chen – componente de sua tese de mestrado na universidade. A Thatgamecompany assinou para produzir três jogos exclusivos para o sistema de distribuição PlayStation Network, recebendo um financiamento de inicialização e um espaço nos escritórios da Sony em Los Angeles, Califórnia.
Inicialmente, a Thatgamecompany consistia apenas em Chen, Santiago, Nicholas Clarke (que havia colaborado com Chen em Flow) e John Edwards. Santiago era a presidente da companhia e produtora de seus jogos, Chen era o projetista chefe, Edwards o engenheiro chefe e Clark o projetista. Apesar de terem considerado uma adaptação de Cloud como seu primeiro produto para a Sony, eles decidiram adaptar Flow, já que ele era "mais aprimorado como projeto". Eles acharam que seria mais fácil do que Cloud enquanto montavam sua companhia; ninguém da equipe tinha experiência na administração de um negócio ou na criação de um jogo comercial. Durante o desenvolvimento, Chen brevemente trabalhou para a Maxis em Spore. Vários empregados contratados ajudaram a Thatgamecompany com o desenvolvimento de Flow, incluindo Austin Wintory, compositor da trilha sonora do jogo.
A equipe originalmente acreditava que a versão para PlayStation 3 de Flow poderia ser completada em quatro meses, e que ela estaria pronta para lançamento em novembro de 2006. Entretanto, quando o jogo foi finalmente lançado em fevereiro de 2007, ele não tinha "metade do projeto original". De acordo com Santiago, o produtor da Sony encarregado da equipe antecipou que eles subestimariam o tempo de desenvolvimento do jogo, e por isso não ficou surpreso pelo atraso. O jogo foi bem recebido e Flow se tornou o jogo mais vendido na PlayStation Network até então, sendo indicado para o prêmio de Melhor Jogo para Download de 2008 da Academy of Interactive Arts & Sciences e para o de Melhor Inovação de 2007 da British Academy of Film and Television Arts. Depois de seu lançamento, um pacote de expansão e uma versão para PlayStation Portable foram criados pela SuperVillain Studios. A Thatgamecompany não se envolveu no desenvolvimento de nenhum dos projetos além de garantir que eles manteriam a mesma direção de arte e projeto do original, já que estavam muito ocupados criando seu próximo título, Flower.
Flower foi o primeiro jogo da Thatgamecompany "desenvolvido fora da rede de conforto acadêmica". De seis a nove pessoas estavam envolvidas nos vários estágios de desenvolvimento. A trilha sonora foi composta por Vincent Diamante, que havia trabalhado com Chen em Cloud. O tempo total de desenvolvimento foi de dois anos, porém a equipe passou três quartos desse tempo no estágio de protótipos. Depois de decidirem os elementos de jogo, Flower foi produzido em apenas seis meses. O jogo foi lançado em fevereiro de 2009 e, assim como Flow, foi bem recebido pela crítica, tornando-se um dos dez títulos mais vendidos na PlayStation Network naquele ano, vencendo inúmeros prêmios. Após o lançamento de Flower, a Thatgamecompany mudou o local de sua sede para um prédio próprio em Los Angeles.
O título seguinte foi Journey, lançado em março de 2012. Ele foi o último jogo do contrato da Thatgamecompany com a Sony, sendo desenvolvido por uma equipe composta por catorze pessoas. Essa equipe não incluía Santiago que, para se concentrar em sua função de presidente da companhia, foi substituída como produtora por Robin Hunicke. O jogo ficou em desenvolvimento durante três anos, mesmo com a previsão original sendo de apenas um. A equipe enfrentou vários problemas aos expandir seu pessoal de sete para dezoito. Ao ser lançado, o jogo foi um enorme sucesso comercial e de crítica. Depois do lançamento de Journey, enquanto a companhia se preparava para iniciar um novo projeto, vários funcionários sairam. Santiago deixou a Thatgamecompany para perseguir outras oportunidades, o projetista Chris Bell saiu para formar sua própria desenvolvedora, chamada The Wilderness, e Hunicke foi trabalhar para a companhia Tiny Speck. Chen creditou o fim do contrato com a Sony pela saída de funcionários, além do fato da Thatgamecompany ter ficado sem dinheiro para pagar salários, forçando um hiato até os lucros de Journey começarem a chegar.
Assim que o dinheiro chegou, a Thatgamecompany trouxe de volta vários funcionários que haviam sido afetados pelos problemas financeiros, além de contratar novos. A companhia, livre de seu contrato com a Sony, conseguiu levantar US$ 55 milhões em financiamento especulativo, que eles esperam usar para desenvolver novos jogos para várias plataformas e sem a influência de publicadoras. Desde o lançamento de Journey uma equipe de doze pessoas, metade das quais trabalharam no projeto anterior, tem desenvolvido um novo título. A Thatgamecompany espera lançá-lo no "maior número possível de plataformas". De acordo com uma página de perguntas frequentes no site oficial da empresa, esta refere que será ela própria a editar o próximo projecto e que o "nosso próximo jogo é um projecto muito ambicioso para tocar positivamente em mais jogadores do que nunca. Estamos explorando novas tecnologias e aproveitando tudo o que aprendemos dos nossos jogos anteriores, para dar ao mundo a experiência mais bonita e inspiradora que podemos criar." Em maio de 2014 foi revelado que a empresa recebeu um orçamento de $7 milhões para a produção do próximo jogo, a partir de fundos da Capital Today e uma equipe de outros investidores.

## Filosofia
Quando a Thatgamecompany projeta um jogo, a equipe começa decidindo quais emoções e sentimentos eles querem que o jogador sinta. Isso difere da abordagem da maioria das desenvolvedoras, que constroem a partir de mecânicas e recursos do gênero. De acordo com Santiago, a companhia cria respostas emocionais para demonstrar a ampla gama de possíveis experiências em jogos eletrônicos, que ela acreditar ser maior do que as poucas – excitação e medo, por exemplo – tipicamente apresentadas. Chen disse que os jogos da companhia destinam-se a evocar emoções acima de mensagens; ele especificamente alterou o projeto de Flower porque jogadores teste acharam que o jogo estava promovendo as energias renováveis. Chen acredita ser "muito jovem" para criar um jogo com uma mensagem forte, e assim ele projeta os produtos da companhia para evitar a manifestação de outros significados. Santiago disse que o objetivo da Thatgamecompany é "criar jogos que expandam os limites dos jogos eletrônicos como meio de comunicação, e criar jogos que sejam atraentes para uma ampla variedade de pessoas". Ela espera mudar a indústria de jogos eletrônicos no processo, para que outras companhias tratem os jogos como um "meio criativo" e não um produto de massa. De acordo com a página oficial da Thatgamecompany, a sua missão é "criar entretenimento interactivo intemporal que faça uma mudança positiva na psique humana em todo o mundo".
Os funcionários da Thatgamecompany não se opõem a produção de títulos de ação, e, em ruptura de seus projetos usuais, já criaram internamente jogos "excitantes" que foram bem recebidos pela Sony. Porém, Chen acredita que não há motivos para a companhia produzir tais jogos comercialmente, já que não estariam criando novas ideias que justificariam o custo de permanecer um estúdio independente, ao contrário de trabalhar para desenvolvedores já existentes e estabelecidas. Similarmente, Chen não quer que a Thatgamecompany produza "jogos de alto orçamento e enorme sucesso", achando que a pressão por vendas iria reprimir a inovação.

## Jogos
Em Flow, o jogador navega por uma série de planos bidimensionais com um microorganismo aquático que evolui ao consumir outros microorganismos. O projeto do jogo é baseado na pesquisa de Chen sobre ajuste dinâmico de dificuldade, realizada na Universidade do Sul da Califórnia, e no conceito teórico do psicólogo Mihaly Csikszentmihalyi sobre imersão mental, ou fluxo. Flow foi lançado para o PlayStation 3 em 22 de fevereiro de 2007.
Flower tinha a intenção de ser o sucessor espiritual de Flow. Usando o controle sensível ao movimento do PlayStation 3, o jogador controla o vento que sopra uma pétala de flor pelo ar. Voar perto de flores faz a pétala do jogador ser seguida por outras. Aproximar-se de flores também pode causar efeitos colaterais no mundo de jogo, como levar uma cor vibrante para campos anteriormente mortos ou a ativação de moinhos de vento. O jogo não possui nenhum texto ou diálogo, formando um arco narrativo através das representações visuais e estímulos emocionais. Flower foi lançado para o PlayStation 3 em 12 de fevereiro de 2009.
Em Journey, o jogo mais recente da companhia, o jogador controla uma figura encapuzada que acorda no meio de um deserto, com apenas uma enorme montanha ao longe como seu destino. Enquanto viaja, pode-se encontrar outros jogadores conectados a internet, porém apenas um de cada vez. Os jogadores não podem se comunicar entre si, porém podem se ajudar se assim desejarem. Journey foi lançado para o PlayStation 3 em 13 de março de 2012.
Sky: Children of the Light é o jogo mais recente da Thatgamecompany, lançado para iOS em 18 de julho de 2019,  para Android em 7 de abril de 2020, para Nintendo Switch em 29 de junho de 2021 e para Playstation em 6 de dezembro de 2022. Ele pretende ser um sucessor espiritual de todos os seus jogos anteriores. Em Sky, o jogador explora um reino mágico usando uma capa que lhe dá a habilidade de voar. Os jogadores percorrem os locais ao lado de milhões de outros jogadores, conectados via internet. Existem sete reinos únicos a serem explorados, e cada um deles tem como tema um estágio diferente da vida. Além desses reinos, existe um Lar que serve como um centro entre os diferentes reinos. Durante o jogo, o jogador encontrará "espíritos" que dão ao jogador itens cosméticos e que afetam a jogabilidade em troca da moeda do jogo. O jogador também pode encontrar "estrelas perdidas" que o permitem voar mais alto. Sky foi escolhido como o jogo do ano para iPhone da Apple em 2019 e está previsto para ser lançado para PC em 2024. Uma versão de demonstração foi lançada para PC pela Steam, apesar do nome, é possível jogar o jogo completo, inclusive com jogadores em outras plataformas.
| Ano  | Titulo  | Publicador                  | Plataforma(s) | Plataforma(s) | Plataforma(s) | Plataforma(s) | Plataforma(s) | Plataforma(s) | Plataforma(s) | Plataforma(s)   |
| Ano  | Titulo  | Publicador                  | PS3           | PS4           | PSP           | PS Vita       | iOS           | Android       | Windows       | Nintendo Switch |
| ---- | ------- | --------------------------- | ------------- | ------------- | ------------- | ------------- | ------------- | ------------- | ------------- | --------------- |
| 2006 | Flow    | Sony Computer Entertainment | Sim           | Sim           | Sim           | Sim           | Não           | Não           | Sim           | Não             |
| 2009 | Flower  | Sony Computer Entertainment | Sim           | Sim           | Não           | Sim           | Sim           | Não           | Sim           | Não             |
| 2012 | Journey | Sony Computer Entertainment | Sim           | Sim           | Não           | Não           | Sim           | Não           | Sim           | Não             |
| 2019 | Sky     | Thatgamecompany             | Não           | Sim           | Não           | Não           | Sim           | Sim           | Sim           | Sim             |